# 石川県道59号高松津幡線
石川県道59号高松津幡線（いしかわけんどう59ごう たかまつつばたせん）は、石川県羽咋郡宝達志水町免田と河北郡津幡町字太田を結ぶ県道（主要地方道）である。

## 概要
宝達志水町からかほく市を経由し津幡町に至る県道である。津幡町加茂IC(国道8号交点)から終点の同町太田南交差点の区間は、国道159号から県道に降格した区間である。また、かほく市の区間では河北縦断道路として整備された。

### 路線データ
- 起点：石川県羽咋郡宝達志水町免田[1]（免田東交差点・国道159号交点）
- 終点：石川県河北郡津幡町字太田ち65番1地先（太田南交差点・石川県道215号森本津幡線交点）

## 歴史
- 1960年（昭和35年）10月15日：「石川県道宇野気津幡線」および「石川県道宇野気二ツ屋線」をそれぞれ路線認定。
- 1993年（平成5年）5月11日 - 建設省から、県道二ツ屋宇ノ気線・県道宇ノ気津幡線が高松津幡線として主要地方道に指定される[2]。
- 1994年（平成6年）4月1日：「石川県道宇野気津幡線」および「石川県道宇野気二ツ屋線」をそれぞれ廃止。同日、「石川県道59号高松津幡線」を新たに路線認定。
- 2000年（平成12年）9月21日：羽咋郡押水町免田（現在の宝達志水町免田）から河北郡高松町内高松（現在のかほく市内高松）の区間が開通。実質的な起点が河北郡高松町二ツ屋（現在のかほく市二ツ屋）から現在の位置に移動[1]。
- 2003年（平成15年）4月1日：旧国道159号の清水交差点から津幡検問所前交差点（現在の太田南交差点）の区間も認定し、終点が現在の位置に移動。
- 2007年（平成19年）8月4日：河北縦断道路の一部である、かほく市谷 - 同市上山田開通、同区間を路線認定。また、かほく市谷 - 同市七窪までの区間を除外、

かほく市上山田 - 同市七窪までは石川県道223号種七窪線の重複区間であり、新道が開通するまでの暫定処置であった。
- 2016年（平成28年）11月6日：河北縦断道路の一部である、かほく市上山田 - 津幡町加茂開通、同区間を路線認定、これにより河北縦断道路全線開通。

## 路線状況

### 重複区間
- 石川県道227号八野高松線（かほく市中沼・中沼交差点 - かほく市内高松・高松病院口交差点）

## 地理

### 通過する自治体
- 羽咋郡宝達志水町
- かほく市
- 河北郡津幡町

### 交差する道路
- 国道159号（羽咋郡宝達志水町免田・免田東交差点、起点[1]）
- 石川県道75号押水福岡線（羽咋広域農道）（羽咋郡宝達志水町森本・押水森本交差点）
- 石川県道227号八野高松線（かほく市中沼・中沼交差点）
- 石川県道227号八野高松線（かほく市内高松・高松病院口交差点）
- 石川県道162号高松内灘線（かほく市内高松・高松東交差点）
- 石川県道226号黒川横山線（かほく市横山・横山東交差点）
- 石川県道223号種七窪線（かほく市鉢伏・うのけ総合公園前交差点）
- 石川県道221号瓜生能瀬線（河北郡津幡町御門・領家交差点）
- 国道8号津幡北バイパス（河北郡津幡町加茂・加茂交差点）
- 石川県道124号本津幡停車場線（河北郡津幡町清水・本津幡駅前交差点）
- 石川県道218号莇谷津幡線（河北郡津幡町津幡・津幡交差点）
- 石川県道217号川尻津幡線（河北郡津幡町加賀爪・白鳥橋詰交差点）
- 石川県道216号南中条津幡停車場線（河北郡津幡町南中条・津幡駅前交差点）
- 石川県道215号森本津幡線（河北郡津幡町太田・太田南交差点、終点）

### 沿線にある施設など
- JR七尾線（概ね当県道と並行している）
  - 免田駅 - 高松駅 - 横山駅 - 宇野気駅 - 能瀬駅 - 本津幡駅 - 中津幡駅 - 津幡駅
- IRいしかわ鉄道線
  - 津幡駅
- 大海川
- かほく市立大海小学校
- かほく市高松老人福祉センター
- 石川県立こころの病院
- 高松運動公園
- かほく市アクロス高松
- 富士通ITプロダクツ
- 津幡警察署
  - 横山駐在所
  - 宇野気駐在所
- かほく市立金津小学校
- かほく市金津多目的グラウンド
  - 金津体育館
  - かほく市金津ソフトボール場
- 金沢カントリー倶楽部
- うのけ総合公園
- 上山田貝塚
- 石川県鋳鍛工業団地
  - 石川可鍛製鉄
- かほく市立宇ノ気中学校
- PFU
- 宇野気郵便局
- かほく市立宇野気図書館
- かほく市役所
- かほく市宇ノ気保健福祉センター
- かほく市立宇ノ気小学校
- 津幡町立英田小学校
- 加茂遺跡
- 津幡町立津幡小学校
- 河北中央病院
- カジマートみなみ店
- 津幡町総合体育館
- 津幡町立津幡中学校
- 津幡駅前郵便局